# 埃克施泰特
埃克施泰特是德国图林根州的一个市镇。总面积6.50平方公里，总人口594人，其中男性286人，女性308人（2011年12月31日），人口密度91人/平方公里。